# Сауптикапарва

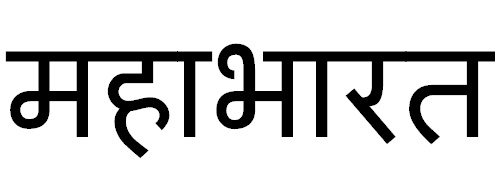
Махабха́рата

Сауптикапарва (санскр. सौप्तिकपर्व, «Книга об избиении спящих воинов») — десятая книга «Махабхараты», состоит из 772 двустиший (18 глав по критическому изданию в Пуне). В «Сауптикапарве» рассказывается о бесчестном истреблении войска Пандавов сыном Дроны по имени Ашваттхаман после поражения Кауравов в битве на Курукшетре.

## Сюжет

### Сказание об избиении спящих
Санджая рассказывает Дхритараштре о событиях после завершения битвы на Курукшетре, закончившейся полной победой Пандавов. Критаварман, Крипа и сын Дроны Ашваттхаман (трое Кауравов, оставшихся в живых), в предзакатный час едут на конях на юг и приближаются к лагерю Пандавов. Опасаясь преследования, они поворачивают на восток и на закате углубляются в лес. Устроившись на ночлег под сенью огромного баньяна, израненные и измождённые Критаварман и Крипа засыпают, в то время как охваченный гневом и яростью Ашваттхаман мучается от бессонницы. Наблюдая за лесом, он обнаруживает, что баньян кишит тысячами спящих ворон. Внезапно появляется огромная сова и молниеносно истребляет спящих ворон. Увиденное зрелище наводит Ашваттхамана на мысль о вероломном истреблении Пандавов подобным же образом. Разбудив спутников, он излагает им свой коварный план.
Крипа предлагает пойти к Дхритараштре, Гандхари и Видуре и посоветоваться с ними. Ашваттхаман, однако, настаивает на немедленной расправе. Крипа соглашается выступить на рассвете, а перед этим желает отдохнуть. Снедаемый лихорадочным нетерпением сын Дроны продолжает уговаривать спутников напасть на вражеский лагерь тотчас же и в ходе спора напоминает о многочисленных нарушениях Пандавами воинской этики. Затем Ашваттхаман, встав на колесницу, направляется в сторону недругов, а Крипа с Критаварманом следуют за ним. Приблизившись ко входу в лагерь Пандавов, они видят огромное страшное существо со множеством рук и тысячами глаз, изрыгающее пламя, из которого исходят сотнями тысяч вооружённые хришикеши. Сын Дроны вступает в бой с ужасным существом, но оно остается невредимым. Исчерпав все виды оружия, Ашваттхаман видит, что всё пространство вокруг покрыто джанарданами. Тогда он в мысленном сосредоточении прибегает к покровительству Шивы, после чего перед ним возникает сияющий золотой алтарь, из которого появляется множество вооружённых многоногих, многоруких и многоголовых зооморфных существ. Взойдя на пылающий алтарь, Ашваттхаман приносит себя в жертву Шиве. Улыбающийся Шива говорит, что до сих пор оберегал панчалов из почтения к Кришне, но теперь пришло Время им погибнуть. В сопровождении Крипы, Критавармана, а также бхутов и ракшасов Ашваттхаман вступает в лагерь Пандавов.
Подкравшись к спящему Дхриштадьюмне, он будит того пинком и наступает ему на горло и на грудь. Охваченный ужасом Дхриштадьюмна молит о смерти от оружия, но сын Дроны не внемлет мольбам и забивает свою жертву ногами. Взойдя на колесницу, он убивает проснувшихся сподвижников Дхриштадьюмны, а затем губит спящего Уттамауджаса и подоспевшего тому на подмогу Юдхаманью. Проносясь по лагерю, Ашваттхаман разит мечом людей, коней, слонов. Поднявшаяся пыль удваивает темноту ночи, и проснувшиеся воины в попытках защититься от невидимого противника истребляют своих же. Появившиеся пишачи и ракшасы начинают пожирать горы трупов. На исходе ночи Ашваттхаман покидает пределы лагеря и, соединившись со ждущими Крипой и Критаварманом, отправляется к умирающему Дурьодхане. Когда Дурьодхана узнаёт, что из всех его противников остались в живых лишь семеро (пятеро Пандавов, Кришна и Сатьяки), то выражает полное удовлетворение и удаляется на небеса. Санджая говорит, что после смерти Дурьодханы он утратил чудесное зрение, дарованное Вьясой. Опечаленный Дхритараштра погружается в думы.

### Сказание об оружии айшика
Нить повествования вновь переходит к Вайшампаяне. По прошествии ночи колесничий Дхриштадьюмны
рассказывает Юдхиштхире
о гибели его войска и родственников. Услыхав горестную весть, терзаемый отчаянием владыка Пандавов падает наземь и стенает в тоске по сыновьям. Затем он посылает Накулу
за Драупади, а сам со свитой прибывает на ратное поле. На исходе дня там появляются Накула с Кришной Драупади, которая в рыданиях объявляет Пандавам, что если они в тот же день не умертвят сына Дроны, то она доведёт себя до смерти голоданием. В качестве доказательства Драупади требует принести жемчужину с головы Ашваттхамана, с которой он родился.
Бхимасена, поставив колесничным Накулу, отправляется по следу Ашваттхамана. Кришна напоминает Юдхиштхире об опасности, грозящей его брату Бхимасене от чудесного оружия брахмаширас, которое Ашваттхаман получил от своего отца. Кришна всходит на свою колесницу и, взяв с собой Юдхиштхиру и Арджуну, догоняет Бхимасену. Однако Бхимасена отказывается останавливаться, и вскоре они обнаруживают на берегу Бхагиратхи Ашваттхамана в облике аскета, а также находящихся поблизости святых мудрецов вместе с Вьясой. В страхе за свою жизнь Ашваттхаман пускает в ход чудесную тростниковую стрелу под названием айшика. Кришна советует Арджуне прибегнуть к подобному оружию, полученному от Дроны, и тот без промедления действует. Земля содрогается, слышатся раскаты грома и блистают тысячи молний. Чтобы спасти миры от уничтожения, мудрецы Нарада и Вьяса становятся между противниками и призывают прекратить применение столь грозного оружия.
Арджуна благодаря исполненному обету брахмачарина останавливает действие своей волшебной стрелы, тогда как несовершенный душой сын Дроны оказывается не в состоянии выполнить требование мудрецов. Вьяса предлагает Ашваттхаману отдать жемчужину с его головы в обмен на сохранение жизни, и тот соглашается, но при этом с согласия Вьясы направляет разрушительную мощь своего оружия на чрево каждой женщины из стана Пандавов. Кришна пытается уговорить Ашваттхамана сделать исключение для беременной снохи Арджуны, но тот отказывается. Тогда Кришна объявляет, что даже умерщвлённый во чреве внук Арджуны по имени Парикшит родится и проживёт долгую жизнь, а сын Дроны в наказание получит репутацию детоубийцы и будет три тысячи лет странствовать по земле, никому не нужный и подверженный всевозможным болезням. Вьяса утверждает проклятие Кришны, после чего поникший Ашваттхаман отдаёт жемчужину Пандавам и удаляется в лес.
Пандавы вместе с Кришной, Вьясой и Нарадой возвращаются в лагерь, где выслушавшая их рассказ Драупади распоряжается водрузить жемчужину на голову Юдхиштхире. Царь Пандавов в отчаянии спрашивает у Кришны, как смог Ашваттхаман погубить множество великих воинов. Кришна говорит, что это стало возможным благодаря покровительству владыки всего сущего Шиве, и подкрепляет свои слова рассказом о могуществе Шивы.